# Haláčovce
Haláčovce jsou obec na Slovensku v okrese Bánovce nad Bebravou.
Leží v nadmořské výšce 220 metrů. Žije zde 369 obyvatel.
První písemná zmínka o obci je z roku 1407.